# Therioaphis hungarica
Therioaphis hungarica är en insektsart. Therioaphis hungarica ingår i släktet Therioaphis och familjen långrörsbladlöss. Inga underarter finns listade i Catalogue of Life.